# 퀴어 국민주의
퀴어 내셔널리즘(Queer nationalism)은 성소수자는 고유의 문화, 역사, 문학을 가진 국민체(Nation)라는 내셔널리즘이다.

## 같이 보기
- 정체성 정치